# Golkar
Golkar (indonez. Partai Golongan Karya) – indonezyjska partia polityczna założona w 1964 roku. Sprawowała rządy w Indonezji w latach 1973–1999 podczas dyktatury generała Suharto oraz prezydentury Jusufa Habibiego. Golkar był również jedną z partii koalicyjnych podczas obu kadencji prezydenta Susilo Bambang Yudhoyono.

## Powstanie
Rodowód GOLKAR sięga czasów Sukarno i okresu tzw. demokracji kierowanej. W 1957 roku, indonezyjski prezydent powołał do życia tzw. grupy funkcjonalne (golongan karya), które miały przemawiać w imieniu różnych grup zawodowych i środowisk: rolników, robotników, pracowników administracji, żołnierzy, artystów, grup wyznaniowych dziennikarzy, stowarzyszeń studenckich i kobiecych. Grupy te zostały włączone przez Sukarno do parlamentu, przy czym nie funkcjonowały one jako jedno ciało polityczne i posiadały daleko idącą autonomię decyzyjną. Powołując grupy funkcyjne, prezydent Sukarno liczył, że pomogą mu one odciągnąć poparcie społeczne od tradycyjnych ugrupowań politycznych i ugruntują jego pozycję jako niekwestionowanego przywódcę kraju. Armia w tym samym czasie dostrzegła w grupach funkcyjnych możliwość zdobycia większego znaczenia politycznego i utworzyła własne golongan karya mające współzawodniczyć z tworami prezydenckimi.
W 1964 roku zarejestrowane było już ponad 90 grup funkcyjnych. Aby łatwiej nad nimi zapanować, a także uchronić je przed komunistyczną infiltracją (Komunistyczna Partia Indonezji posiadała własne, niezwykle popularne pośród ludności związki zawodowe), w październiku tego samego roku ustanowiono dla nich wspólny sekretariat SEKBER GOLKAR (Sekretariat Bersama Golongan Karya; GOLKAR). Ze względu na brak struktur terenowych, poza stolicą GOLKAR musiał zdać się na pomoc armii w wyniku czego indonezyjskie wojsko uzyskało w nim bardzo znaczące wpływy.

## Nowy Ład
Po nieudanym zamachu stanu dokonanym przez tzw. Ruch 30. Września, pełnię władzy w kraju przejęła junta wojskowa z gen. Suharto na czele rozpoczynając okres Nowego Ładu (1966–1998). Suharto szukając cywilnej podpory dla swojego reżimu postawił na GOLKAR. Reżim dostrzegał potrzebę istnienia pewnych partycypacyjnych mechanizmów kanalizowania i kontrolowania społecznych aspiracji, które również legitymizowałyby nową władzę.
W czasie wyborów parlamentarnych w 1971 roku, nowa władza lansowała GOLKAR przedstawiając ugrupowanie jako siłę polityczną utworzoną ponad podziałami politycznymi. Przed i w czasie wyborów, armia na różne sposoby próbowała osłabić inne ugrupowania polityczne. Ingerowano w partyjne kongresy, stosowano różnego rodzaju szantaże oraz rozpowszechniano nieprawdziwe informacje w celu skłócenia liderów partii opozycyjnych oraz zniechęcenia społeczeństwa do głosowania na inne ugrupowania niż GOLKAR. Co więcej, urzędnicy oraz osoby pracujące w administracji państwowej w wielu przypadkach w sposób pośredni i bezpośredni byli zmuszani do głosowania na GOLKAR. Same urzędy zaś, miały obowiązek udokumentowania, iż „zebrały” odpowiednią liczbę głosów dla ugrupowania.
Ostatecznie GOLKAR w wyborach 1971 zdobył 62,80% głosów i 236 mandatów w liczącym 360 miejsc parlamencie. Podobne manipulacje wyborcze były stosowane w kolejnych wyborach parlamentarnych organizowanych przez reżim aż do upadku Nowego Ładu w 1998 roku.
| Wybory | Poparcie | Zmiana punktów procentowych | Mandaty | Zmiana |
| ------ | -------- | --------------------------- | ------- | ------ |
| 1971   | 62,8%    | –                           | 236     | –      |
| 1977   | 62,11%   | 0,69%                       | 232     | 4      |
| 1982   | 64,34%   | 2,24%                       | 242     | 10     |
| 1987   | 73,11%   | 8,77%                       | 299     | 57     |
| 1992   | 68,1%    | 5,01%                       | 282     | 17     |
| 1997   | 74,27%   | 6,17%                       | 325     | 43     |

## Po upadku Suharto
Wraz z upadkiem reżimu Suharto w maju 1998 roku, w ugrupowaniu zaszły znaczące zmiany. GOLKAR pomimo swoich związków z byłym dyktatorem dość łatwo zaadaptował się do nowej sytuacji politycznej w kraju. Podczas kongresu ugrupowania w czerwcu 1998, starły się ze sobą dwie przeciwstawne frakcje, odmiennie oceniające okres Nowego Ładu oraz gen. Suharto. Sam Suharto nie pojawił się na kongresie podczas którego na nowego przewodniczącego wybrano Akbara Tandjunga, który stał się tym samym pierwszym demokratycznie wybranym liderem ugrupowania.
W pierwszych wolnych wyborach w Indonezji w 1999 roku GOLKAR zdobył 22,44% głosów, przegrywając z Demokratyczną Partią Indonezji - Walka. W kolejnych wyborach w 2004 roku, GOLKAR uzyskał ponad 31,5% ważnie oddanych głosów stając się największą siłą polityczną w kraju. Pięć lat później, w 2009 ugrupowanie zajęło drugie miejsce, ustępując Partii Demokratycznej. W wyborach parlamentarnych w 2014 roku, partia zajęła ponownie 2. miejsce uzyskując w wyborach 14,75% ważnie oddanych głosów. W historycznych wyborach, które odbyły się w 2019 r. (pierwsze w historii połączone wybory prezydenckie, parlamentarne i lokalne) ugrupowanie uplasowało się na trzeciej pozycji uzyskując 12,31% (85 mandatów). W wyborach prezydenckich ugrupowanie poparło urzędującego prezydenta Joko Widodo z PDI-P, który uzyskał reelekcję. 
| Wybory | Poparcie | Zmiana punktów procentowych | Mandaty | Zmiana |
| ------ | -------- | --------------------------- | ------- | ------ |
| 1999   | 22,44%   | –                           | 120     | –      |
| 2004   | 31,58%   | 9,14%                       | 128     | 8      |
| 2009   | 14,45%   | 17,13                       | 106     | 22     |
| 2014   | 14,75%   | 0,35%                       | 91      | 15     |
| 2019   | 12,31%   | 2,44%                       | 85      | 6      |